# 安徳孝平
安徳 孝平（あんとく こうへい、1971年12月6日 - ）は、日本の実業家。株式会社enish創業者・代表取締役社長。

## 人物・来歴
東京都八王子市出身。1996年千葉大学法経学部卒業、イェルネット取締役。1999年ピー・アイ・エム取締役。開発したスケジュール管理サービスをヤフーに売却し、2000年にヤフー入社。2009年公文善之とSynphonie（現enish）を設立し、代表取締役に就任。2011年Synphonie取締役プロダクト部長。同年Synphonie執行役員。2012年enishプロダクト本部長。2014年からはenish代表取締役社長に復帰し、ぼくのレストランシリーズ等ソーシャルゲームの提供などを進めた。